# ألتيميت سبايدرمان
ألتيميت سبايدرمان (بالإنجليزية: Ultimate Spider-Man) هو مسلسل رسوم متحركة من بطولة شخصية مارفل كومكس سبايدرمان.عرض لأول مرة سنة 2012 وهو يتكون من 4 مواسم بمجموع 104 حلقات وقد تم دبلجة 3 مواسم وعرضها بالعربية على قناة mbc 3 

## القصة
مر عام بعد اليوم الذي أصبح فيه بيتر باركر سبايدرمان، وما زال يتعلم أسلوب الأبطال الخارقين. في يوم من الأيام، يزوره نيك فيوري مدير شيلد ليقدم له فرصة ليصبح بطل خارق حقيقي.

## الأصوات العربية
- حسن مهدي: بيتر باركر/سبايدرمان
- حسان حمدان: هاري أوزبورن، ويزارد
- سيلينا شويري: ماري جين واتسون
- بلال بشتاوي: نورمان أوزبورن، فلاش تومبسون
- رالين داغر: العمة ماي، ثندرا
- جورج طويل: جاي جونا جيمسون، دكتور أوكتوبوس، توني ستارك/آيرون مان
- علي سعد: نيك فيوري
- سامي ضاهر: فيل كولسون، دكتور دوم، آرثر باركس/الليزر الحي
- رودي قليعاني: لوك كيج/باور مان
- رنا الرفاعي: إيفا أيالا/وايت تايغر
- عبدو حكيم: داني راند/آيرون فيست
- خليل الحاج علي: سام ألكساندر/نوفا

## وصلات خارجية
- ألتيميت سبايدرمان على موقع IMDb (الإنجليزية)
- ألتيميت سبايدرمان على موقع روتن توميتوز (الإنجليزية)
- ألتيميت سبايدرمان على موقع نتفليكس (الإنجليزية)
- ألتيميت سبايدرمان على موقع كينوبويسك (الروسية)
- ألتيميت سبايدرمان على موقع ألو سيني (الفرنسية)
- ألتيميت سبايدرمان على موقع قاعدة بيانات الفيلم (الإنجليزية)

- صفحة IMDb